# Lanvaudan
Lanvaudan is een gemeente in het Franse departement Morbihan (regio Bretagne). De gemeente telde 809 inwoners op 1 januari 2022. De plaats maakt deel uit van het arrondissement Lorient en is een van de 25 gemeenten in het gemeentelijk samenwerkingsverband Lorient Agglomération.

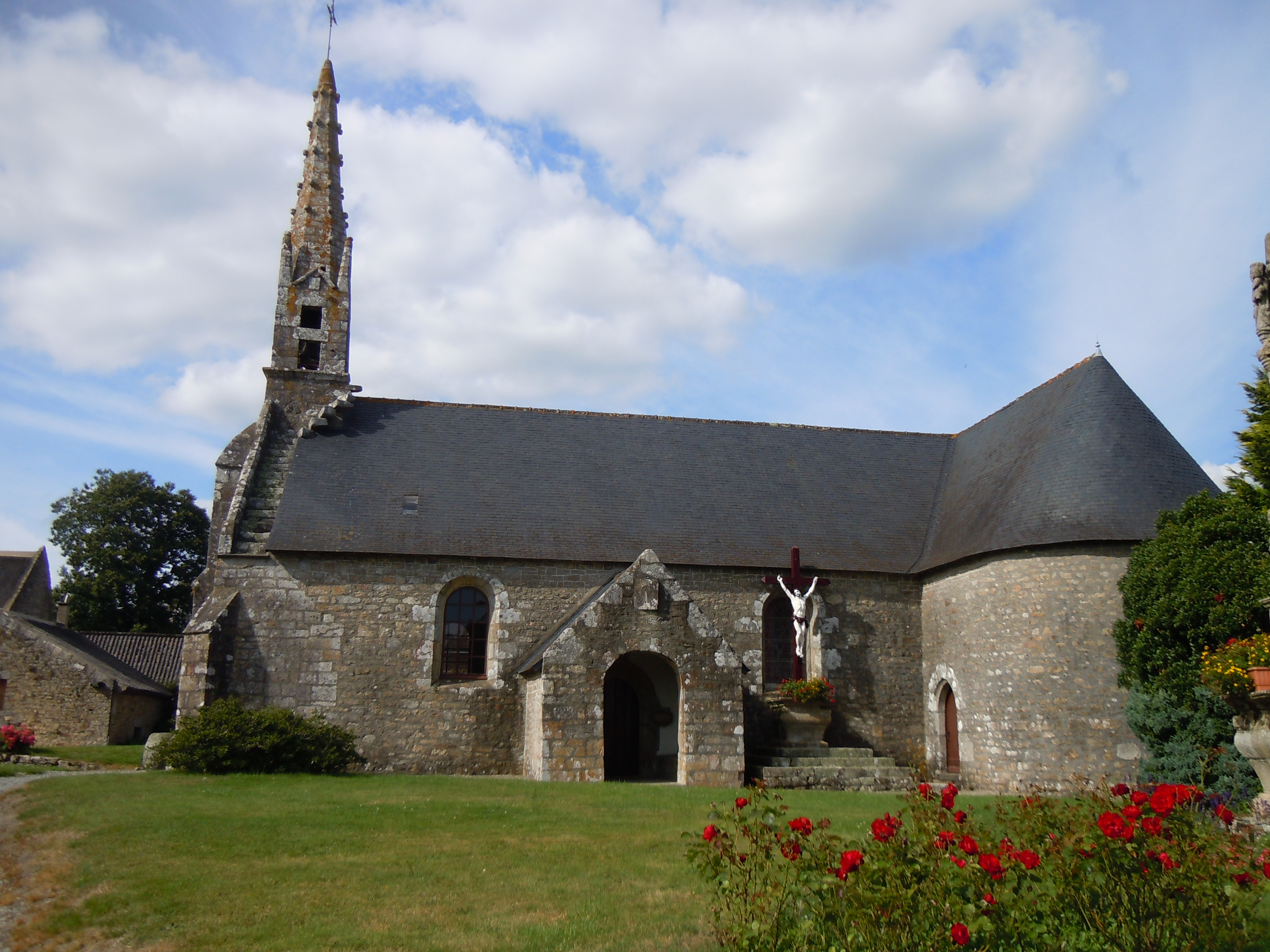
Kerk in Lanvaudan
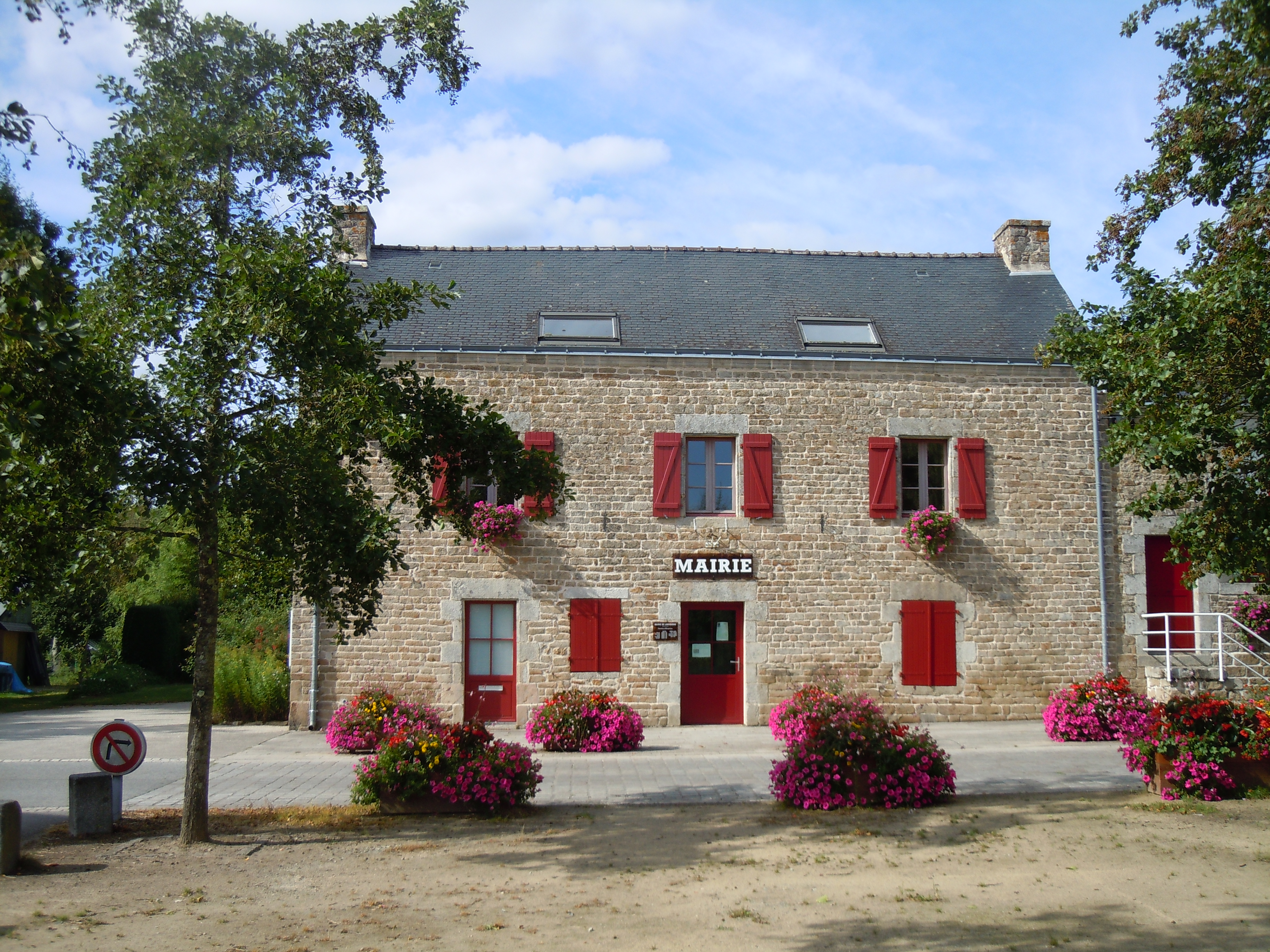
Gemeentehuis

## Geografie
De oppervlakte van Lanvaudan bedraagt 18,1 km², de bevolkingsdichtheid is 40,1 inwoners per km².
De onderstaande kaart toont de ligging van Lanvaudan met de belangrijkste infrastructuur en aangrenzende gemeenten.

## Demografie
Onderstaande figuur toont het verloop van het inwonertal (bron: INSEE-tellingen).